# Karlskrona

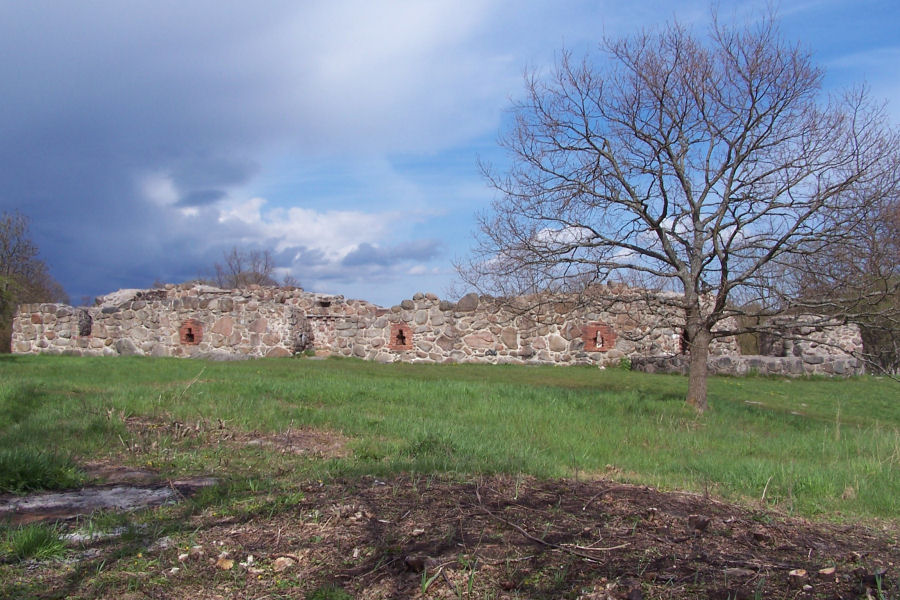
Runes de l'antic palau de la ciutat de Karlskrona

Karlskrona és una ciutat al comtat suec de Blekinge. Tenia 61.140 habitants l'any 2005 i 21,14 km² de superfície.
Se la coneix com l'única ciutat barroca de Suècia i és seu d'una base naval.